# Пустирі (Кімрський район)
Пустирі (рос. Пустыри) — присілок в Кімрському районі Тверської області Російської Федерації.
Населення становить 1 особу. Входить до складу муніципального утворення Горицьке сільське поселення.

## Історія
Від 2005 року входить до складу муніципального утворення Горицьке сільське поселення.

## Населення
| 2008 | 2010 |
| ---- | ---- |
| 4    | ↘1   |